# Louis Trenard
Louis Trenard, né le 13 janvier 1914 à Port-Vendres et mort le 1er mars 1994 à Belley, est un historien français, spécialiste d’histoire de la culture et des mentalités et professeur d'histoire contemporaine de l'université Charles-de-Gaulle Lille-III.

## Biographie
Instituteur puis professeur agrégé au lycée Ampère dans la région lyonnaise, Louis Trenard est ensuite professeur de faculté à l'université Lille III. Directeur de la Revue du Nord pendant 32 ans, il a été aussi directeur du Centre régional d’études historiques de Lille et directeur du Centre d'histoire de la région du Nord et de l'Europe du Nord-Ouest.

## Travaux
Spécialiste d’histoire de la culture et des mentalités, Louis Trenard est l'auteur de près de 400 ouvrages, articles, participations à des livres portant principalement sur les années 1600 à 1850 et l’histoire de la région lyonnaise et surtout celle du Nord-Pas-de-Calais et des pays septentrionaux.

## Publications
- Louis Trenard, « Un débat sur l'Église : Sangnier et Maurras », Études maurrassiennes, Aix-en-Provence, vol. 3,‎ 1974, p. 211-230.
- Histoire de Lille en 2 volumes sous la direction de Louis Trénard 1 Des origines à l’avènement de Charles Quint 2 De Charles Quint à la conquête française  Éditeur PRIVAT 1995  (ISBN 978-2-7089-2381-2).
- Histoire de Lille - Du XIXe au seuil du XXIe siècle sous la direction de Louis Trénard et Yves-Marie-Hilaire Perrin 1999  (ISBN 978-2-2620-1579-4).